# James Sanford (hockey sur glace)
James Sanford (né le 18 juin 1984 à Alma, dans la province du Nouveau-Brunswick au Canada) est un joueur professionnel canadien de hockey sur glace.

## Carrière de joueur
En 2000, il commence à jouer dans la Ligue de hockey junior majeur du Québec avec les Tigres de Victoriaville. Après une demi-saison, il est échangé aux Wildcats de Moncton.
Entre 2004 et 2009, il a joué dans la Ligue américaine de hockey (Bulldogs de Hamilton, Admirals de Milwaukee, Wolves de Chicago) et dans l'East Coast Hockey League (Rivermen de Peoria, Ice Dogs de Long Beach, Wildcatters du Texas, Grizzlies de l'Utah). Il a notamment appartenu à l’organisation des Canadiens de Montréal entre 2006 et 2008.
Lors de la saison 2006-2007, il a aussi joué avec les Real McCoys de Dundas de l'association de hockey de l'Ontario.
Il a terminé la saison 2008-2009 avec le CRS Express de Saint-Georges de la Ligue nord-américaine de hockey.
En 2009-2010, il a joué avec les Jackalopes d'Odessa de la Ligue centrale de hockey, puis avec les Stingrays de Hull de l’Elite Ice Hockey League.
Le 9 janvier 2011, il se joint au 3L de Rivière-du-Loup de la LNAH.
Le 25 août 2011, il signe un contrat avec les Gems de Dayton de la Ligue centrale de hockey. Après avoir été libéré, il signe le 10 décembre un contrat avec les Titans de Trenton de l'ECHL. Le 19 décembre, il est libéré par les Titans de Trenton et le 22 décembre, il signe un contrat avec les Whalers de Danbury de la Federal Hockey League.
À l'été 2012, il évolue avec les Mustangs de Melbourne et les Blue Tongues de Gold Coast du Championnat d'Australie de hockey sur glace,.
Le 7 août 2012, il signe un contrat avec les Demonz de Dayton de la Federal Hockey League et le 26 janvier 2013 avec les Royals de Reading de l'ECHL. Quelques jours plus tard, il est réclamé par les Solar Bears d'Orlando. Le 22 février, ses droits dans la FHL sont échangés aux Whalers de Danbury et le 6 mars il signe un contrat avec l'équipe.
À l'automne 2013 il se joint aux Phantoms de Miramichi de la Ligue de hockey sénior Nord-Est.

## Statistiques
| Saison    | Équipe                       | Ligue |    | Saison régulière | Saison régulière | Saison régulière | Saison régulière | Saison régulière |   | Séries éliminatoires | Séries éliminatoires | Séries éliminatoires | Séries éliminatoires | Séries éliminatoires |
| Saison    | Équipe                       | Ligue | PJ | B                | A                | Pts              | Pun              | PJ               | B | A                    | Pts                  | Pun                  |                      |                      |
| 2000-2001 | Tigres de Victoriaville      | LHJMQ | 41 | 0                | 6                | 6                | 60               | -                | - | -                    | -                    | -                    |                      |                      |
| 2000-2001 | Wildcats de Moncton          | LHJMQ | 26 | 4                | 5                | 9                | 40               | -                | - | -                    | -                    | -                    |                      |                      |
| 2001-2002 | Wildcats de Moncton          | LHJMQ | 72 | 19               | 39               | 58               | 151              | -                | - | -                    | -                    | -                    |                      |                      |
| 2002-2003 | Wildcats de Moncton          | LHJMQ | 72 | 16               | 45               | 61               | 139              | 6                | 4 | 5                    | 9                    | 15                   |                      |                      |
| 2003-2004 | Wildcats de Moncton          | LHJMQ | 61 | 16               | 37               | 53               | 126              | 20               | 5 | 11                   | 16                   | 18                   |                      |                      |
| 2004-2005 | Bulldogs de Hamilton         | LAH   | 31 | 2                | 8                | 10               | 20               | -                | - | -                    | -                    | -                    |                      |                      |
| 2004-2005 | Rivermen de Peoria           | ECHL  | 24 | 2                | 9                | 11               | 16               | -                | - | -                    | -                    | -                    |                      |                      |
| 2005-2006 | Bulldogs de Hamilton         | LAH   | 54 | 10               | 18               | 28               | 39               | -                | - | -                    | -                    | -                    |                      |                      |
| 2005-2006 | Ice Dogs de Long Beach       | ECHL  | 8  | 0                | 4                | 4                | 12               | 4                | 2 | 4                    | 6                    | 17                   |                      |                      |
| 2006-2007 | Real McCoys de Dundas        | OHASr | 3  | 4                | 2                | 6                | 4                | -                | - | -                    | -                    | -                    |                      |                      |
| 2006-2007 | Wildcatters du Texas         | ECHL  | 18 | 2                | 9                | 11               | 18               | -                | - | -                    | -                    | -                    |                      |                      |
| 2006-2007 | Grizzlies de l'Utah          | ECHL  | 3  | 1                | 2                | 3                | 2                | -                | - | -                    | -                    | -                    |                      |                      |
| 2006-2007 | Admirals de Milwaukee        | LAH   | 7  | 0                | 1                | 1                | 4                | 1                | 0 | 0                    | 0                    | 2                    |                      |                      |
| 2007-2008 | Grizzlies de l'Utah          | ECHL  | 49 | 9                | 24               | 33               | 52               | 15               | 3 | 11                   | 14                   | 10                   |                      |                      |
| 2008-2009 | Grizzlies de l'Utah          | ECHL  | 24 | 4                | 14               | 18               | 26               | -                | - | -                    | -                    | -                    |                      |                      |
| 2008-2009 | Wolves de Chicago            | LAH   | 7  | 0                | 1                | 1                | 6                | -                | - | -                    | -                    | -                    |                      |                      |
| 2008-2009 | CRS Express de Saint-Georges | LNAH  | 14 | 6                | 9                | 15               | 16               | 11               | 1 | 11                   | 12                   | 8                    |                      |                      |
| 2009-2010 | Jackalopes d'Odessa          | LCH   | 21 | 0                | 8                | 8                | 16               | -                | - | -                    | -                    | -                    |                      |                      |
| 2009-2010 | Stingrays de Hull            | EIHL  | 16 | 2                | 6                | 8                | 43               | -                | - | -                    | -                    | -                    |                      |                      |
| 2010-2011 | 3L de Rivière-du-Loup        | LNAH  | 18 | 3                | 10               | 13               | 8                | 10               | 1 | 4                    | 5                    | 4                    |                      |                      |
| 2011-2012 | Titans de Trenton            | ECHL  | 2  | 0                | 0                | 0                | 0                | -                | - | -                    | -                    | -                    |                      |                      |
| 2011-2012 | Gems de Dayton               | LCH   | 18 | 0                | 4                | 4                | 10               | -                | - | -                    | -                    | -                    |                      |                      |
| 2011-2012 | Whalers de Danbury           | FHL   | 26 | 8                | 23               | 31               | 40               | 8                | 2 | 9                    | 11                   | 4                    |                      |                      |
| 2011-2012 | Mustangs de Melbourne        | AIHL  | 5  | 2                | 2                | 4                | 22               | -                | - | -                    | -                    | -                    |                      |                      |
| 2011-2012 | Blue Tongues de Gold Coast   | AIHL  | 17 | 11               | 15               | 26               | 38               | -                | - | -                    | -                    | -                    |                      |                      |
| 2012-2013 | Royals de Reading            | ECHL  | 2  | 0                | 1                | 1                | 0                | -                | - | -                    | -                    | -                    |                      |                      |
| 2012-2013 | Solar Bears d'Orlando        | ECHL  | 3  | 0                | 1                | 1                | 4                | -                | - | -                    | -                    | -                    |                      |                      |
| 2012-2013 | Demonz de Dayton             | FHL   | 29 | 11               | 21               | 32               | 19               | -                | - | -                    | -                    | -                    |                      |                      |
| 2012-2013 | Whalers de Danbury           | FHL   | -  | -                | -                | -                | -                | 6                | 4 | 4                    | 8                    | 4                    |                      |                      |
| 2013-2014 | Phantoms de Miramichi        | LHSNE | 20 | 10               | 25               | 35               | 18               | 5                | 0 | 5                    | 5                    | 4                    |                      |                      |
| 2013-2014 | Whalers de Danbury           | FHL   | 10 | 1                | 9                | 10               | 6                | 5                | 1 | 6                    | 7                    | 18                   |                      |                      |
| 2013-2014 | Phantoms de Miramichi        | LHSNE | 20 | 10               | 25               | 35               | 18               | 5                | 0 | 5                    | 5                    | 4                    |                      |                      |
| 2014-2015 | Phantoms de Miramichi        | LHSNE | 7  | 4                | 9                | 13               | 0                | 2                | 1 | 1                    | 2                    | 2                    |                      |                      |
| 2015-2016 | Acadiens de Memramcook       | LHSNE | 9  | 3                | 11               | 14               | 6                | 3                | 0 | 0                    | 0                    | 0                    |                      |                      |

### En équipe nationale
| Année | Équipe | Compétition                     |   | PJ | B | A | Pts | Pun         |  | Résultat |
| 2002  | Canada | Championnat du monde junior -18 | 8 | 1  | 1 | 2 | 8   | 6e position |  |          |

## Trophées et honneurs personnels
Federal Hockey League
- 2012-2013 : remporte le championnat des séries avec les Whalers de Danbury.